# 马德岛
马德岛，是缅甸若开邦皎漂附近的一个岛屿。该岛是皎漂经济特区正在建设的深水港所在地，岛上有4个村庄。有700户人家和3,000人。大多数村民从事捕鱼，但最近的开发项目迫使渔民放弃渔业，因为油轮的移动阻碍了捕鱼。

## 发展项目
中国石油天然气集团于2012年在缅甸境内修建中缅油气管道，并于2017年5月2日开始输送原油。渔民因该项目影响他们的生计而举行示威反对该项目。该管道项目的入口位于马德岛，因未给当地人带来经济利益而受到批评。中国石油仅雇用了47名当地人，大多数工人都是中国人。
马德岛与兰里岛将成为皎漂深海港的两个码头之一。 该项目是皎漂经济特区的一部分，耗资13亿美元。